# Ahornminiermotte
Die Ahornminiermotte (Ectoedemia sericopeza) gehört zur Familie der Zwergminiermotten (Nepticulidae). In der Literatur wurde sie daher früher auch bezeichnet als Nepticula sericopeza. Seltener heute auch Stigmella sericopeza.

## Benennung
Obwohl es sich nur um eine Zwergminiermottenart handelt, trägt diese Motte den deutschen Namen Ahornminiermotte, während die zur Familie der Miniermotten gehörende Caloptilia rufipennella nur Ahornmotte genannt wird. Die Ahornmotte lebt in aufgerollten Blättern, die Ahornminiermotte in den Früchten.

## Ähnliche Arten
- Ectoedemia decentella[4]
- Ectoedemia louisella[4]

## Aussehen
Der Kopf und Körper der Larve sind hellgelb.
Adulte Tiere sind kräftig gemustert für ihre Gattung. Die ist grau-weiß und hat auf den Vorderflügeln drei schwarze Querstreifen. Markant ist der rote Büschel auf dem Kopf. Die Hinterflügel sind grau.
Die Flügelspannweite beträgt ca. 6–8 Millimeter.

## Verbreitung
In Europa von Fennoskandinavien bis in die Pyrenäen, Italien, Griechenland und von Großbritannien bis nach Russland und Ukraine, in England aber recht selten und nur im Südosten verbreitet. In Nordamerika nur um Delaware (Massachusetts), Ontario und Quebec.

## Auftreten
Die Flugzeit ist im Mai und August, in zwei Generationen. Die Minierzeit der Larven dauert von Mai bis Mitte August, die zweite Generation miniert von September bis Mai des Folgejahres.

## Nahrung
Die Larven fressen ausschließlich Spitzahorn (Acer platanoides).

## Lebensweise
Die Eier der ersten Generation liegen am Blattstiel im Frühling, die der zweiten Generation Rand der Flügel des Samens im Sommer. Die Raupen minieren sich durch den Flügel hindurch bis zum eigentlichen Samen. Die Larven der Ahornminiermotte entwickeln sich in den Samenkapseln des Ahorns. Die Altlarve verlässt schließlich die Kammer und überwintert im Gespinst, welches im Frühjahr durch einen Kokon ersetzt wird.
Die Minen der Larven der ersten Generation bestehen aus einem kurzen oberflächlichen Korridor, der zu der Saat führt, diese wird ausgefressen. Larven der zweiten Generation fressen eine kurze Mine in die Rinde der Blattstiele und fressen sich von dort zu einer Knospe, die von innen nach außen aufgefressen wird.
Die Verpuppung beider Generationen findet außerhalb der Fraßgänge in Kokons statt.

## Schadwirkung
Die befallenen Samen sind nicht mehr keimfähig, werden braun und sterben ab. Ein vorzeitiger Abwurf der Ahornsamen oder Reduktion der Samenproduktion können Folgen des Fraßes sein. Eine forstliche Bedeutung dieser Art liegt in Deutschland noch nicht vor.